# Supper club
 (novembre 2020).

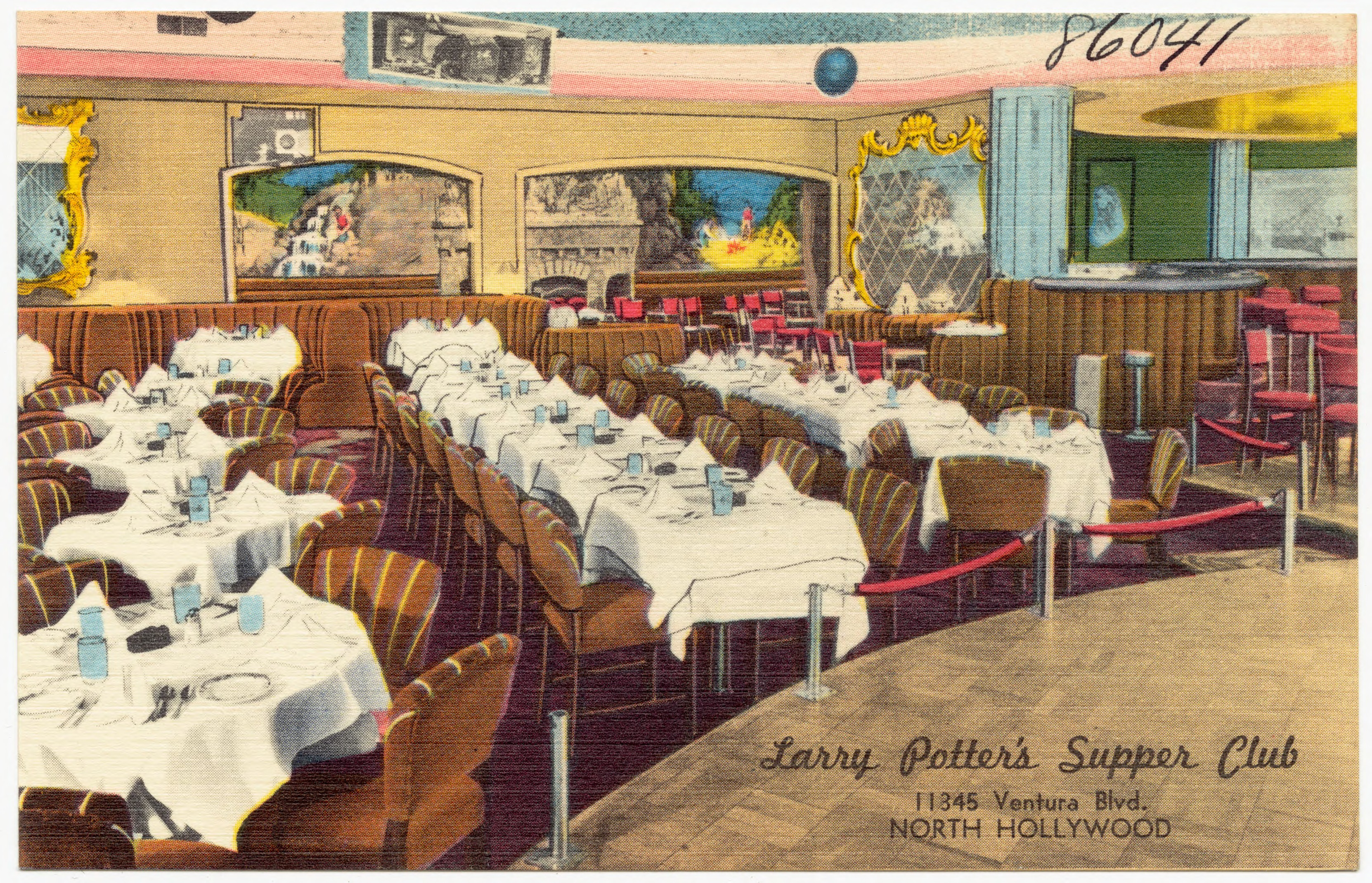
Larry Potter's Supper Club, carte postale des années 1930, Hollywood.

Un supper club est un genre de club américain pour manger que l'on trouve généralement dans le Haut-Midwest des États du Wisconsin, le Minnesota et le Michigan. Ces établissements sont généralement situés sur la périphérie de la ville dans les zones rurales. Ils ont été traditionnellement considérés comme une « destination » par des clients afin d'aller y passer la soirée, jusqu'à l'heure du cocktail afin de profiter de la boîte de nuit comme style de divertissement après le dîner. Ils disposent souvent de plusieurs salles aux atmosphères différentes. Il existe aussi des supper clubs en Angleterre.